# Obaphodius silvestris
Obaphodius silvestris är en skalbaggsart som beskrevs av Bordat 1988. Obaphodius silvestris ingår i släktet Obaphodius och familjen Aphodiidae. Inga underarter finns listade i Catalogue of Life.